# Ghostdini: Wizard of Poetry in Emerald City
Ghostdini: Wizard of Poetry in Emerald City – album amerykańskiego rapera Ghostface Killah, członka Wu-Tang Clan wydany 29 września 2009 roku nakładem Def Jam.

## Lista utworów
Lista utworów według Discogs:
| #  | Tytuł                                                | Producent                                         | Czas |
| -- | ---------------------------------------------------- | ------------------------------------------------- | ---- |
| 1  | "Not Your Average Girl" (gośc. Shareefa)             | Scram Jones                                       | 3:48 |
| 2  | "Do Over" (gośc. Raheem "Radio" DeVaughn)            | The Kaliphat Mahogany                             | 4:35 |
| 3  | "Baby" (gośc. Raheem "Radio" DeVaughn)               | Austin "Watts" Garrick Rashad "Black Jeruz" Smith | 4:12 |
| 4  | "Lonely" (gośc. Jack Knight)                         | Sean C & LV                                       | 4:34 |
| 5  | "Stapleton Sex"                                      | Sean C & LV                                       | 2:33 |
| 6  | "Stay"                                               | Skymark                                           | 2:56 |
| 7  | "Paragraphs of Love" (gośc. Vaughn Anthony, Estelle) | Bei Maejor Tim Bosky                              | 3:53 |
| 8  | "Guest House" (gośc. Fabolous, Shareefa)             | J.U.S.T.I.C.E. League                             | 4:29 |
| 9  | "Let's Stop Playin" (gośc. John Legend)              | Sean C & LV                                       | 4:23 |
| 10 | "Forever"                                            | Clyde & Harry                                     | 3:41 |
| 11 | "I'll Be That" (gośc. Adrienne Bailon)               | L.T. Moe                                          | 4:09 |
| 12 | "Goner" (gośc. Lloyd)                                | Sean C & LV                                       | 4:54 |
| 13 | "She's A Killah" (gośc. Ron Browz)                   | Anthony Acid                                      | 4:03 |
| 14 | "Back Like That (Remix)" (gośc. Kanye West, Ne-Yo)   | Xtreme                                            | 4:02 |